# Pierrette Fleutiaux

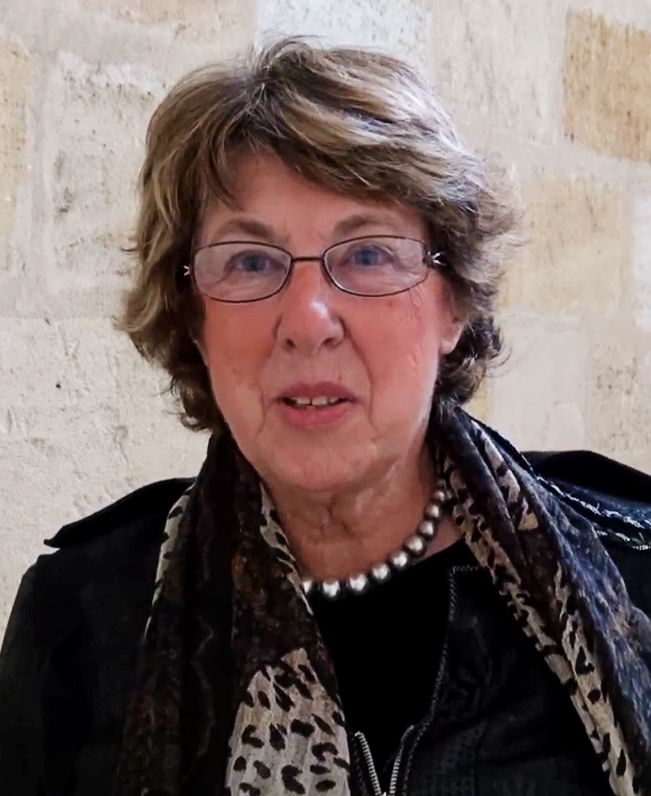
Pierrette Fleutiaux (2013)

Pierrette Fleutiaux (* 9. Oktober 1941 in Guéret; † 27. Februar 2019 in Paris) war eine französische Schriftstellerin.
Fleutiaux studierte Englisch in Limoges, Poitiers, Bordeaux und London. Sie verfasste fantastische Geschichten und 1985 die Métamorphoses de la reine, eine Sammlung von Märchen nach Charles Perrault, für die sie den Prix Goncourt erhielt. Für ihren Roman Nous sommes eternels wurde sie mit dem Prix Femina ausgezeichnet. Für Monique Cecconi-Botella schrieb sie das Libretto zur Oper La femme de l'ogre.

## Werke
- Histoire de la Chauve-Souris, Roman, 1975
- Histoire du Gouffre et de la Lunette, Novellen, 1976
- Histoire du tableau, (dt.:Die Frau und das Bild), Roman, 1977
- La fortresse, Novellen, 1979
- Metamorphoses de la reine, (dt.:Die Verwandlungen der Königin), Novellen, 1984
- Nous sommes eternels, Roman, 1990
- Sauvee!, Novellen, 1993
- Allons nous etre heureux?, Roman, 1994
- Mon frere au degre X, Jugendbuch, 1995
- Trini fait des vagues, Jugendbuch, 1997
- La Maison des voyages (mit Alain Wagneur), Jugendbuch 1997
- Le cheval Flamme, Jugendbuch, 1998
- L'expedition, Roman, 1999
- Trina a l'île de Paques, Jugendbuch, 1999
- Des phrases courtes, ma cheri (dt.:Faß dich kurz, Liebes), 2001
- Les amants imparfaits, Roman, 2005
- Les etoiles a l'envers: New York, Fotoroman, 2006
- L'os d'aurochs, Novelle, 2007
- La saison de mon contentement, 2008
- Bonjour, Anne: Chronique d'une amitié, 2010
- Loli le temps venu, 2013
- Destiny, Erzählung, 2016